# Giovanni Ambrogio de Predis

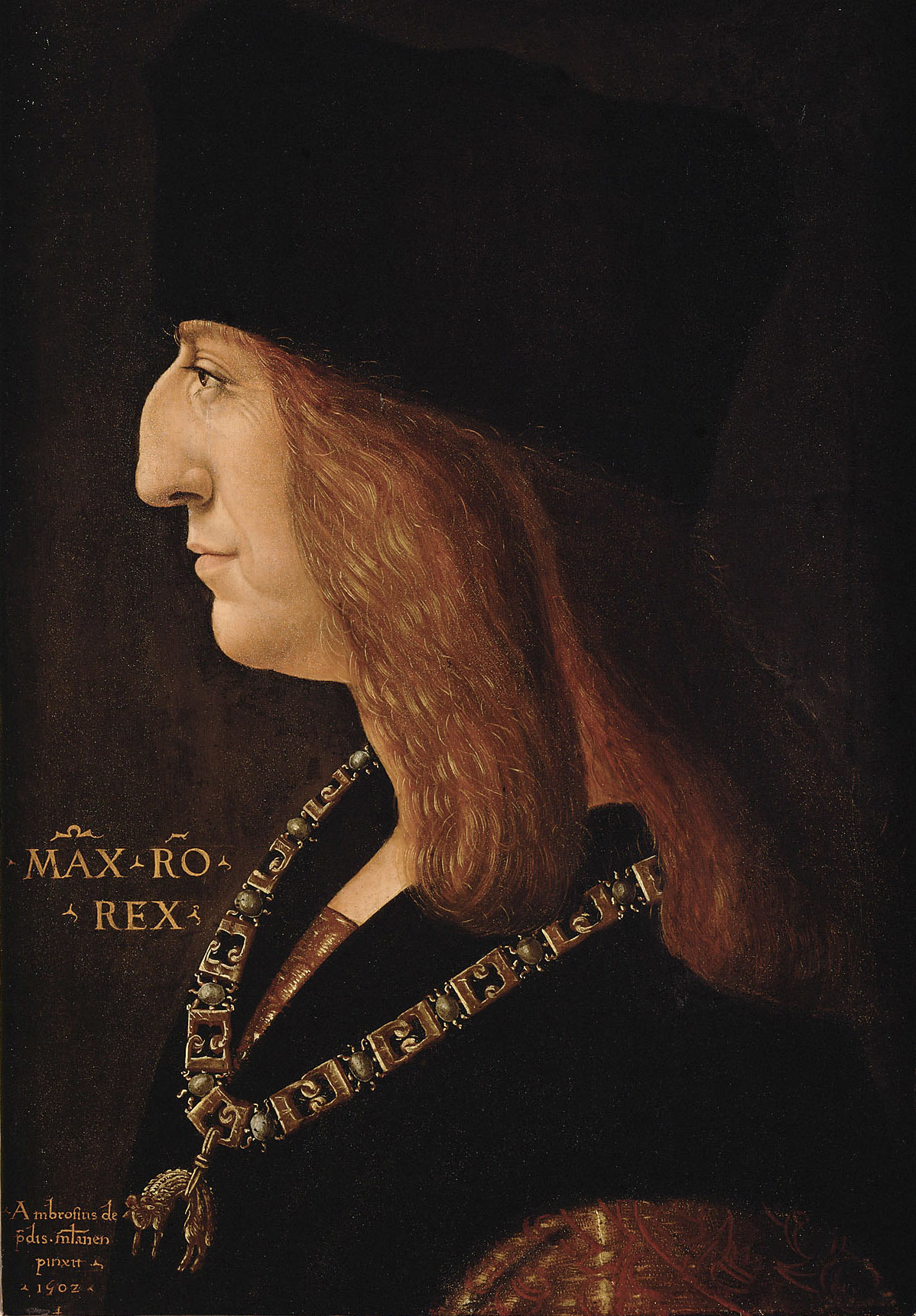
Portret van keizer Maximiliaan, 1502, Kunsthistorisches Museum, Wenen

Giovanni Ambrogio de Predis (Preda, ca. 1455 - ca. 1508) was een Italiaans renaissanceschilder en miniaturist uit Milaan.

## Biografische elementen
Giovanni Ambrogio was de zoon van een man van adel, Leonardo, en van Caterina Corico. Hij werd geboren in Milaan omstreeks 1455. Hij was de jongste van zes uit drie huwelijken van zijn vader. Zijn oudste halfbroers Evangelista en Cristoforo, beiden uit het eerste huwelijk, waren respectievelijk schilder en miniaturist. Hij werd waarschijnlijk opgeleid door zijn broer Christoforo de Predis, de miniaturist,. In 1472 en 1474 is hij gedocumenteerd als miniaturist van twee gebedenboekjes voor Vitaliano en Francesco Borromeo. In 1479 was hij samen met zijn broer werkzaam bij de munt van Milaan. En in 1482 was hij actief als portretschilder voor de Sforza’s. zoals blijkt uit een document waarin vermeld werd dat hij van de hertog een stuk satijn kreeg ter compensatie van een niet-gespecificeerd werk, misschien een schilderij geschonken aan de hertogin van Ferrara, Eleonora van Aragon.
Giovanni Ambrogio de Predis bouwde een reputatie op als portretschilder en schilder van miniaturen en werkte in opdracht voor het hof van Ludovico Sforza. Voordat keizer Maximiliaan I bereid was om te trouwen met Ludovico Sforza's nicht, Bianca Maria Sforza, verzocht hij om een portret van haar, om een idee te krijgen van haar uiterlijk. Predis kreeg de opdracht. Na haar huwelijk volgde Predis haar in 1493 naar Innsbruck. Na een jaar keerde hij terug naar Milaan, waar hij onder meer munten, wandtapijten en toneeldecors ontwierp. In 1502 produceerde hij zijn enig overgeleverd, gesigneerd en gedateerd werk: een portret van keizer Maximiliaan. Veel van de artistieke productie van Predis blijft onderwerp van dispuut.

## Samenwerking met Leonardo da Vinci
Op 25 april 1483 gingen Giovanni Ambrogio en zijn halfbroer Evangelista een contract aan met de 'Broederschap van de onbevlekte conceptie' om samen met Leonardo da Vinci een altaarstuk te maken voor de San Francesco Grande van Milaan dat gekend is als de Maagd op de rotsen. In het contract werd duidelijk gespecifieerd wie wat zou doen: Leonardo zorgde voor het middendeel en de gebroeders De Predis moesten de zijpanelen schilderen met vier zingende engelen en vier musicerende engelen. Er waren achteraf veel discussies over de prijs, de kosten voor het maken en over de voorstelling, waar Leonardo zich allerlei vrijheden had veroorloofd die niet in de smaak vielen van de opdrachtgevers, zoals bijvoorbeeld de ontbrekende halo’s. Het geschil raakte opgelost in 1506 door de tussenkomst van Giovanni Ambrogio, Evangelista was in januari 1491 overleden. Leonardo schilderde een nieuwe conforme versie van het werk, en de eerste versie werd verkocht, misschien aan Lodewijk XII van Frankrijk. Kunstcritici nemen aan dat de nieuwe versie van het werk zou gebaseerd zijn op schetsen van Leonardo die werden afgewerkt door Ambrogio. Het originele werk bevindt zich nu in het Louvre, het tweede in de National Gallery in Londen.

## Galerij

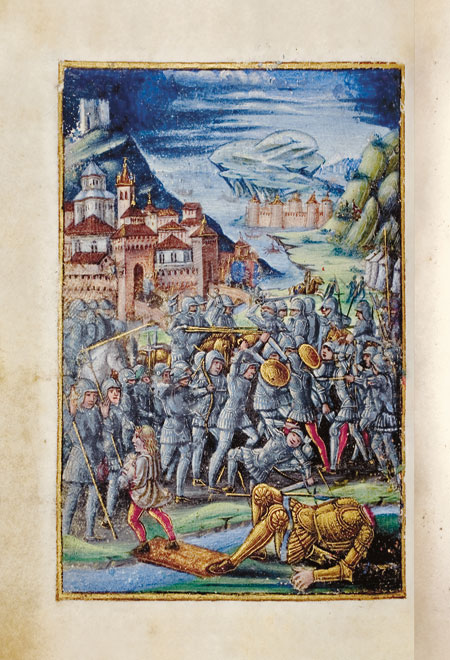
David doodt Goliath (f98v), ca. 1490-95, uit de Torriani-getijden, Musée Condé
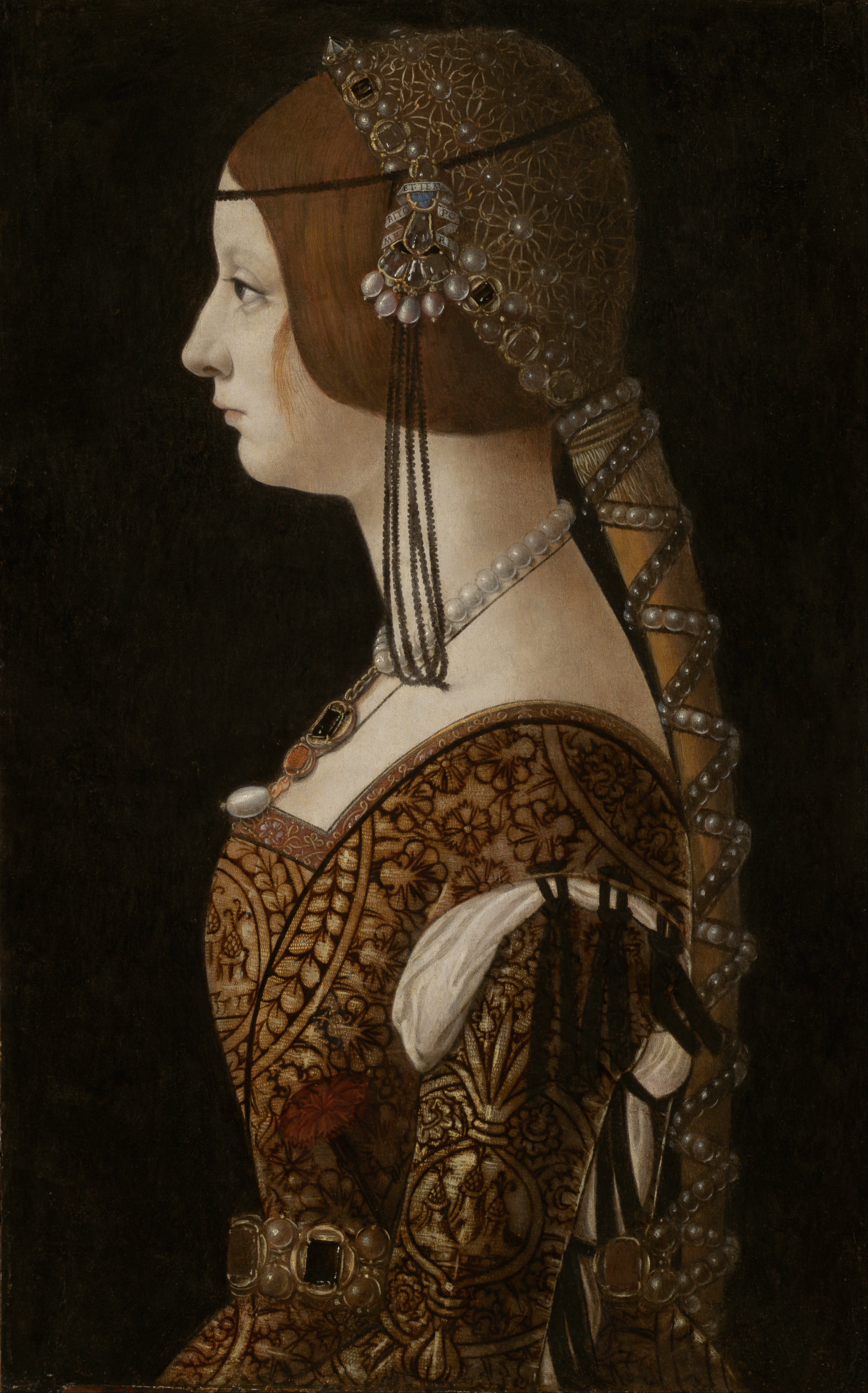
Portret van Bianca Maria Sforza, ca. 1493, National Gallery of Art, Washington
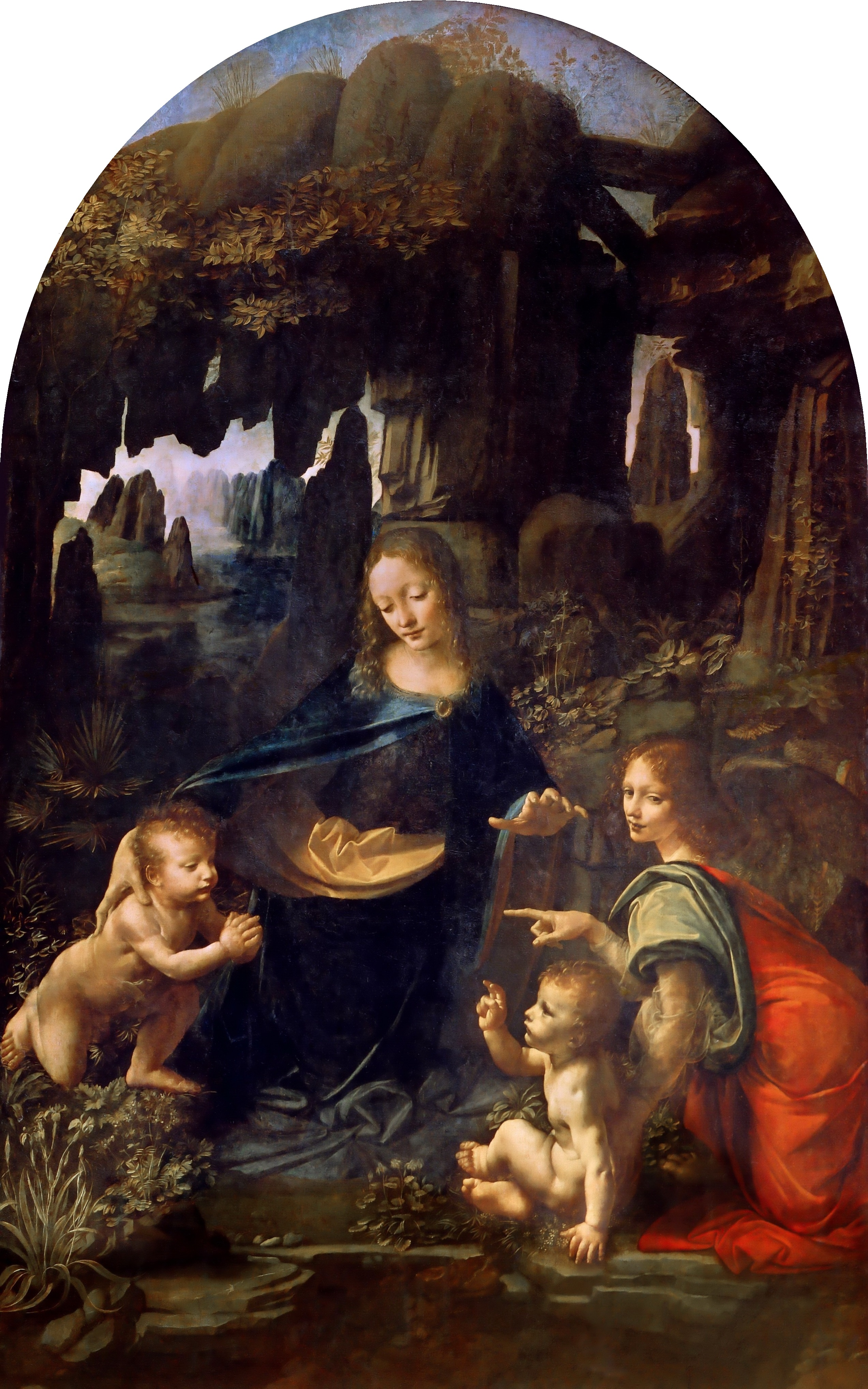
Maagd op de Rotsen, 1483-85, Louvre, Parijs
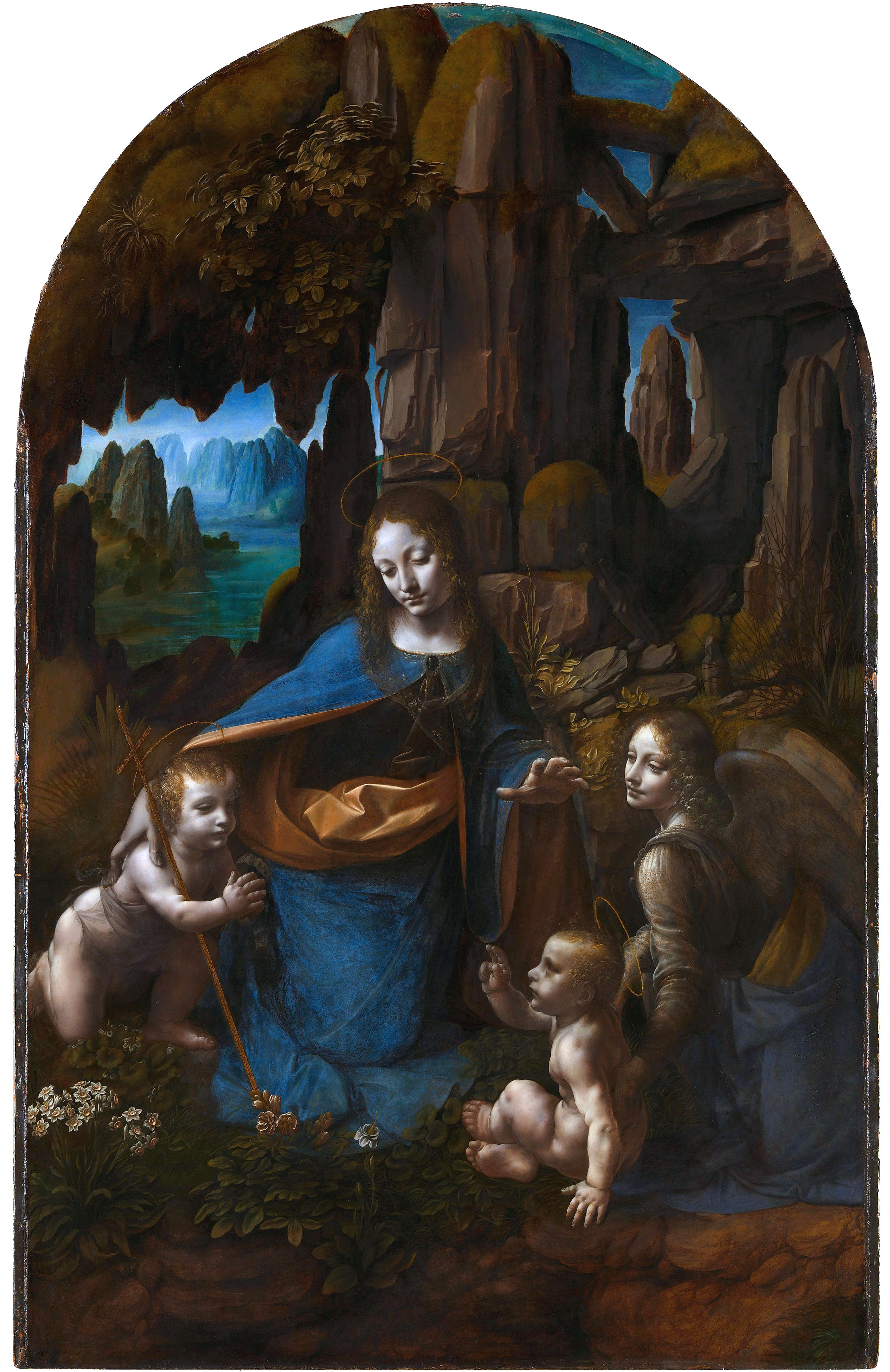
Maagd op de Rotsen, 1491-1508, National Gallery, Londen